# Paralinhomoeus litoralis
Paralinhomoeus litoralis är en rundmaskart som först beskrevs av Allgen 1932.  Paralinhomoeus litoralis ingår i släktet Paralinhomoeus och familjen Linhomoeidae. Inga underarter finns listade i Catalogue of Life.